# 19 avril 1970
Le dimanche 19 avril 1970 est le 109e jour de l'année 1970.

## Naissances
- Abelardo Fernández, joueur de football espagnol
- Amos Hoffman, guitariste et oudiste israélien
- Daniel Riolo, journaliste sportif français
- Diego Cagna, footballeur argentin
- Feargus Urquhart, développeur de jeux vidéo américain
- Fumito Ueda, concepteur japonais de jeu vidéo
- Isabelle Gagné, artiste canadienne
- Jesús Lucendo, footballeur espagnol
- Jon Dette, batteur de thrash metal américain
- Kelly Holmes, athlète britannique, spécialiste des courses de demi-fond
- Luis Miguel, chanteur mexicain
- Manuel Apicella, grand maître français du jeu d'échecs
- Mariko Kikuta, auteure et illustratrice japonaise de livres pour la jeunesse
- Pascale Pouzadoux, actrice, réalisatrice et scénariste française
- Stephen Meads, joueur de squash anglais
- Victor Robert, journaliste français

## Décès
- Aimo Lahti (né le 28 avril 1896), ingénieur en armement finlandais
- Donald Finlay (né le 27 mai 1909), athlète britannique
- George Blair (né le 6 décembre 1905), réalisateur américain

## Événements
- Fondation de l'abbaye Notre-Dame de la Paix-Dieu dans le Gard
- Début de la publication du comics américain Broom-Hilda
- Fin du Championnat d'Italie de rugby à XV 1969-1970
- Flèche wallonne 1970
- Grand Prix automobile d'Espagne 1970